# Agnete Swane
Agnete Swane (født Rechendorff, 22. november 1893 på Frederiksberg, død 18. november 1994 i Plejerup) var en dansk maler og autodidakt arkitekt. Fra 1921 var hun gift med Sigurd Swane og sammen med deres børn boede de fra 1934 på Malergården i Odsherred, som Agnete Swane havde tegnet.
Agnete Swane havde ønsket at blive arkitekt, men blev talt fra det af sin far, fordi han ikke mente det var et erhverv for kvinder. I stedet gik hun på Kunstakademiets Kunstskole for Kvinder fra 1913 til 1917, ligesom hun var elev hos Harald Giersing.
Hun endte alligevel ved arkitekturen og tegnede fire boliger: først to i Hellerup til familien selv, siden et til sine forældre og til sidst altså Malergården. Det var et ønske om et liv tættere på naturen der fik dem til at flytte og bo med udsigt over Lammefjorden, ligesom de også selv drev landbrug. Senere i livet vendte hun igen tilbage til maleriet. 
Familien rejste hyppigt til især Spanien og Portugal for at male der, og i flere år arbejdede Agnete Swane på ideen om et hus på hjul. Det blev til Danmarks måske første autocamper, Casambu, da det lille hus hun havde tegnet, blev løftet op på ladet af den Bedford lastvogn hendes far havde købt til dem. En vogn og rejseform der fulgte dem mange år frem. 
Agnete Swane boede på Malergården, der i dag er et kunstnerhjemsmuseum under Museum Vestsjælland, frem til sin død få dage inden hun ville være fyldt 101 år. Journalist Gyda Uldall lavede en dokumentar fra Malergården på Agnetes 99 års fødselsdag.
Hendes urne er nedsat på grunden, og på stenen står: “Agnete og Sigurd Swane / I skabte Malergården / Her såede og høstede I rigt // Elskede mor / nu hviler du i / din egen jord”.